# 821-й отдельный разведывательный артиллерийский дивизион
821-й отдельный разведывательный артиллерийский Калинковичский Краснознамённый, орденов Богдана Хмельницкого и Александра Невского дивизион Резерва Главного Командования — воинское формирование Вооружённых Сил СССР, принимавшее участие в Великой Отечественной войне.
Условное наименование — войсковая часть полевая почта (в/ч пп) № 68503.
Сокращённое наименование — 821 орад.

## История формирования
821-й орадн РВ ГК(штат № 08/97) сформирован, в соответствии с Постановлением ГКО СССР № 1525/ сс от 2 апреля 1942 года,  на Брянском фронте, в районе г. Задонск Липецкой области. На формирование дивизиона был направлен личный состав разведывательных подразделений 19-го гв. аап 13-й армии и 420-го аап 3-й армии Брянского фронта. 9 апреля 1942 года дивизион направлен на укомплектование 3-й армии.

## Участие в боевых действиях
Период вхождения в действующую армию: 9 апреля 1942 года — 9 мая 1945 года.
С апреля по декабрь 1942 г. дивизион принимал участие в оборонительных операциях 3-й армии Брянского фронта.
6 января 1943 г. согласно приказу Командующего Брянским фронтом № 0406 от 25.12.42г., распоряжению штаба артиллерии 3-й армии № 0059 821 орадн поступил в распоряжение командира 5-й артиллерийской дивизии и 8 января 1943 г. прибыл на ст. Ефремов Тульской обл. Согласно приказанию командира 5 адп дивизион дислоцировался в д. Прилепа Ефремовского района и проводил доукомплектование и боевое слаживание подразделений.
20 января 1943 г.дивизион, согласно боевому распоряжению командира 5 адп, был развёрнут в полосе 13-й армии Брянского фронта с задачей ведение разведки артиллерийских и миномётных батарей, системы инженерных сооружений, системы противотанковой обороны противника и развитие топогеодезической сети.

В ходе Воронежско-Касторненской операции с 24 января 1943 г. по 10 февраля 1943 г. дивизионом разведано: артиллерийских батарей — 7; миномётных батарей — 2; отдельных орудий — 17; произведена топогеодезическая привязка 86 пунктов и точек.
Отличившиеся в ходе наступательной операции 17 военнослужащих представлены к награждению правительственными наградами.

## Состав
с апреля 1942 года
штат 08/97
- штаб
- хозяйственная часть
- батарея звуковой разведки (БЗР)
- батарея топогеодезической разведки (БТР)
- взвод оптической разведки (ВЗОР)
- взвод фотограмметрической разведки (ФГВ)
- артиллерийский метеорологический взвод (АМВ) (передан в штабную батарею УКАРТ армии)
- хозяйственный взвод

с декабря 1942 года
штат 08/209
- штаб
- хозяйственная часть
- 1-я батарея звуковой разведки (1-я БЗР)
- 2-я батарея звуковой разведки (2-я БЗР)
- батарея топогеодезической разведки (БТР)
- батарея оптической разведки (БОР)
- взвод фотограмметрической разведки (ФГВ)
- хозяйственный взвод

с июля 1943 года
штат 08/555
- штаб
- хозяйственная часть
- 1-я батарея звуковой разведки (1-я БЗР)
- 2-я батарея звуковой разведки (2-я БЗР)
- батарея топогеодезической разведки (БТР)
- взвод оптической разведки (ВЗОР)
- взвод фотограмметрической разведки (ФГВ)
- хозяйственный взвод

## Подчинение
- С 9 апреля 1942 г. по 6 января 1943 г. в составе 3-й армии Брянского фронта
- С 6 января 1943 г. по 25 июля 1943 г. в составе 5-й артиллерийской дивизии.
- С 25 июля 1943 г. по декабрь 1953 г. в составе 4-го артиллерийского корпуса.
- С января 1954 г. в составе 6-й артиллерийской дивизии прорыва[2] ГСВГ.
- С 1960 г. в составе 3-й общевойсковой армии ГСВГ.
- В августе 1974 года дивизион был расформирован, личный состав и техника обращены на укомплектование разведывательного артиллерийского дивизиона 98-го гвардейского армейского артиллерийского полка 3-й общевойсковой армии ГСВГ. До 1981 года Боевое Знамя дивизиона и ордена находились на хранении в 98 гв. аап.

## Командование дивизиона
Командир дивизиона
- гв. капитан, гв. майор, гв. подполковник Косторных Иван Павлович

Начальник штаба дивизиона
- гв. капитан Безруков Андрей Андреевич
- капитан Фадеев Григорий Александрович
- капитан Бузлов Аркадий Александрович

(погиб 4 октября 1944г. Польша. Варшавское воеводство г. Радзымин )
- капитан Драбкин Самуил Исоморович

Заместитель командира дивизиона по политической части
- ст. лейтенант, капитан, майор Никешин Михаил Степанович

Помощник начальника штаба дивизиона
- ст. лейтенант Фадеев Григорий Александрович
- ст. лейтенант Артёмов Жорес Львович

Помощник командира дивизиона по снабжению 
- капитан, майор Фатенков Николай Алексеевич

## Командиры подразделений дивизиона
Командир БЗР(до декабря 1942 года)
- гв. ст. лейтенант Миролюбов Виктор Михайлович

Командир БОР(до октября 1943 года)
- ст. лейтенант Волошин Михаил Трофимович

Командир 1-й БЗР
- ст. лейтенант Зольников Борис Михайлович

(тяжёлое ранение 18 ноября 1943 г.)
- ст. лейтенант Балашов Александр Александрович
- капитан Каверин Борис Павлович

Командир 2-й БЗР
- ст. лейтенант Бузлов Аркадий Александрович
- капитан Федорович Евгений Данилович

Командир БТР
- ст. лейтенант Горин Дмитрий Петрович
- ст. лейтенант Драбкин Самуил Исоморович
- капитан Мизюковский Лев Данилович

Командир ВЗОР
- ст. лейтенант Веретенников Иван Алексеевич
- лейтенант Некрасов Михаил Александрович

Командир ФГВ
- ст. лейтенант Колесниченко Иван Иванович

## Награды и почётные наименования
| Награды и наименования                 | дата          | за что получена |
| -------------------------------------- | ------------- | --- |
| Почетное наименование Калинковичский   | 15.01.1944 г. | присвоено приказом Верховного Главнокомандующего № 07 от 15 января 1944 года за образцовое выполнение задач артиллерийской разведки в ходе Калинковичско-Мозырской операции                                                   |
| Орден Красного Знамени                 | 19.04.1944 г. | награжден указом Президиума Верховного Совета СССР за образцовое выполнение боевых заданий командования на фронте борьбы с немецкими захватчиками и проявленные при этом мужество и доблесть.                                 |
| Орден Богдана Хмельницкого III степени | 11.06.1945 г. | награжден указом Президиума Верховного Совета СССР за образцовое выполнение заданий командования в боях с немецкими захватчиками при овладении столицей Германии городом Берлином и проявленные при этом доблесть и мужество. |
| Орден Александра Невского              | 3.05.1945 г.  | награжден указом Президиума Верховного Совета СССР за образцовое выполнение заданий командования в боях с немецкими захватчиками при овладении городом Альтдамм и проявленные при этом мужество и доблесть.                   |